# Contea di Guangde
La contea di Guangde (广德县S) è una contea della Cina, situata nella provincia dell'Anhui.